# Villa Krause
Villa Krause ist eine argentinische Stadt im Zentrum der Provinz San Juan im Valle del Tulum südlich der Stadt San Juan.
Die Stadt ist Hauptstadt und Regierungssitz des Departamento Rawson. Sie zählt 108.000 Einwohner (2001) und liegt auf einer Höhe von 650 m ü. NN.
Die in ihren Ursprüngen auf den Ingenieur Domingo Krause, einen Adoptivsohn Domingo Faustino Sarmientos, zurückgehende und nach Augusto Krause benannte Stadt verzeichnet trotz ihres Wüstenklimas ein starkes Bevölkerungswachstum. Die Stadtrechte erhielt sie erst 1983.